# Claude Got
Pour les articles homonymes, voir Got.
Claude Got, né le 5 mai 1936 à Sarreguemines en Moselle et mort le 11 août 2023 à Linkebeek en Belgique par euthanasie,, est un professeur français de médecine,, honoraire depuis 1997, diplômé en 1965 de la faculté de médecine de Paris et spécialiste d’anatomie et de cytologie pathologique.
Son travail de médecin légiste à l'hôpital Raymond-Poincaré de Garches, à partir de 1970, l'amène à s'impliquer auprès des pouvoirs publics français dans le domaine de la sécurité routière sur des sujets comme le port obligatoire de la ceinture de sécurité, la définition des limitations de vitesse et les contrôles préventifs de l'alcoolémie.
Il est en 1978 et 1979 conseiller technique au cabinet de la ministre de la Santé Simone Veil et met notamment en application le numerus clausus des médecins français. Il intervient ensuite dans d'autres sujets de santé publique : il participe ainsi à la rédaction de rapports sur l'alcool, le tabac, le sida, l'amiante qui sont à l'origine de mesures telles que la loi Évin.

## Biographie

### De médecin légiste à expert de la sécurité routière

#### Implication dans les premières études d'accidentologie
En 1965, il devient professeur d’anatomo-pathologie à l'hôpital de Garches. Il constate les effets de l'insécurité routière, qui perdurent en 1973, où seulement 20 % des Français acceptent de boucler la ceinture de sécurité, action devenue alors obligatoire dans les véhicules équipés. Selon lui, « il y avait beaucoup d’idées fausses. Certains disaient que c’était dangereux de la porter, qu’en cas de choc, la ceinture allait casser des côtes ».
En 1970, Claude Tarrière, fondateur du laboratoire de biomécanique et de sécurité routière, un médecin travaillant à l'amélioration de la sécurité des véhicules chez Renault, demande à des médecins de l'hôpital de Garches de l'aider à améliorer les ceintures de sécurité inventées par le constructeur Volvo en 1959 dont les voitures commencent à être équipées. Claude Got participe à cette étude, en particulier par la pratique d'autopsies d'accidentés, afin de préciser les causes de leur mort, et par celles de corps donnés à la science utilisés lors d'essais de choc. Claude Got travaille sur l'élaboration de ceintures de sécurité ayant la bonne largeur et rigidité et  participe également au développement des systèmes de sièges bébé toujours avec Renault. Cette étude pour Renault est déterminante car elle lui permet de travailler avec le constructeur sur les lésions mortelles lors des accidents. L'équipe multiplie les études, qui sont remarquées par Christian Gerondeau. Ce dernier propose de rendre obligatoire le port de la ceinture de sécurité en 1973,. Claude Got dit avoir inventé l'« accidentologie ».
Son activité s'étend ensuite aux recherches sur les tolérances humaines aux chocs, aux accidents sous l'influence de l'alcool, puis à de nombreux domaines concernant la sécurité passive. Claude Got affirme en effet avoir été marqué par la « fréquence élevée avec laquelle ce sont les parents qui enterrent leurs enfants » lors d'accidents de la route, son bureau se trouvant dans le funérarium de l'hôpital Raymond-Poincaré à Garches. Il collabore avec les responsables du Comité interministériel de la sécurité routière dès sa création en 1972 et participe à l'élaboration de rapports sur les connaissances dont ils ont besoin pour préparer les décisions gouvernementales destinées à améliorer la sécurité.

#### Réduire la vitesse
Claude Got est le fondateur de l'Association pour l'interdiction des véhicules inutilement rapides (APIVIR), créée en 2004. L'association est à l'origine d'un recours rejeté par le Conseil d'État en 2006 concernant le bridage à 130 km/h de tout véhicule routier vendu sur le territoire français.
En 2013, en tant que membre du Comité des experts du Conseil national de la sécurité routière (CNSR), il préconise la limitation de la vitesse maximale autorisée à 80 km/h sur les routes bidirectionnelles nationales, départementales et communales où elle est limitée à 90 km/h. En 2015, il démissionne de ce comité avec la sociologue Claudine Perez-Diaz ; les deux experts entendent protester contre la décision du gouvernement de renoncer à cette mesure avant que le CNSR rende son avis sur le sujet.
Le 16 juin 2018, Le Journal du dimanche publie les résultats d'une étude de Claude Got pour la Ligue contre la violence routière, couvrant la période 2006-2015, qui identifie les voies sans séparateur médian de chaque département français où la mortalité est la plus élevée,, peu avant l'entrée en vigueur de la limitation à 80 km/h de la vitesse autorisée sur ces voies.
Début 2020, alors que les présidents de région ont obtenu la possibilité de rétablir la limitation de vitesse à 90 km/h sur certaines routes, il s'oppose à cette mesure, considérant qu'elle va accroître la mortalité routière.

#### Seniors au volant
En 2013, alors membre du CNSR, il réagit aux résultats d'enquêtes d'opinion favorables à une visite médicale obligatoire pour les personnes âgées qui conduisent et affirme que « les pays qui ont mis en place un examen médical pour les personnes âgées n'ont pas observé de diminution significative de l'accidentologie auprès des personnes concernées » et que « pour les assureurs, les gens vieillissants sont de bons clients ».
En 2015, il estime que « fixer un seuil d’âge précis pour un examen médical ne sert à rien » car « on peut faire un Alzheimer à 50 ans » et, face à un conducteur âgé, conseille aux familles « en dernier recours, de savoir dire non » et de « saisir le procureur de la République pour « mise en danger délibéré d’autrui ». Le procureur saisit alors la commission médicale qui peut retirer le permis », tout en soulignant la difficulté de cette démarche pour les proches.

### Autres interventions dans le domaine de la santé publique
Claude Got est conseiller technique en 1978 et 1979 au cabinet de la ministre de la Santé Simone Veil, puis dans le cabinet du ministre de la Santé Jacques Barrot de 1979 à 1981. Il est par exemple le rédacteur des décrets d’application de la loi de 1979 sur la réforme des études médicales, publiés en mai 1980, et instaurant véritablement l'application du Numerus Clausus créé en 1972. En 1984, il démissionne du Haut Comité d'étude et d'information sur l'alcoolisme pour protester contre le refus gouvernemental d'interdire la publicité pour les boissons alcoolisées titrant moins de 9 degrés d'alcool sur les chaînes de télévision privées.
En 1985 il devient chef du service d'anatomie pathologique de l'Hôpital Ambroise Paré à Boulogne.
En 1988, il remet à Claude Évin, ministre de la Santé, un rapport sur le sida, qui définit les grandes lignes de la lutte contre cette maladie.
En 1989, il participe aux côtés des professeurs Gérard Dubois, François Grémy, Albert Hirsch et Maurice Tubiana, à l'élaboration d'un rapport commandé par Claude Évin, ministre des Affaires sociales et de la Santé, qui leur demande de présenter des propositions pour améliorer l’action politique dans le domaine de la santé publique et de la prévention. Selon le rapport rendu par les professeurs, il faut agir prioritairement dans le domaine de l’alcoolisme, du tabagisme et des maladies graves. Le gouvernement élabore la loi du 10 janvier 1991, dite « loi Évin », en se fondant « largement » sur ce rapport rédigé par « les cinq sages de la santé publique ». Cette loi encadre la publicité pour l'alcool et l'interdit pour le tabac. Elle impose des messages sanitaires (« Fumer nuit gravement à la santé », puis « Fumer tue ») sur les paquets de tabac,.
À la fin des années 1990, Claude Got quitte l'hôpital public où il exerçait. En 1999, il est chargé d'une mission « Amiante » par le ministère de la Santé.
En 2018, il s'estime « extrêmement prudent » sur les conclusions du rapport de l'Institut national de la santé et de la recherche médicale (Inserm) sur le lien entre les aliments ultratransformés et les risques de cancer, même s'il considère que c'est un « bon début » et qu'il n’ait « aucun doute sur la nocivité d’une grande partie des produits chimiques de synthèse que nous ingérons quotidiennement ». Selon lui, « il y a bien un danger alimentaire, qui est même le principal danger des cinquante prochaines années, mais il est plus lié à l’obésité et à la sédentarité ».
En mars 2020, lors de la pandémie de Covid-19, il adresse, avec l'épidémiologiste Catherine Hill, le mathématicien Michel Parigot, président du comité anti-amiante du campus Pierre-et-Marie-Curie (Jussieu), et la dirigeante de la ligue contre la violence routière Chantal Perrichon, une lettre ouverte au gouvernement où ils réclament une politique massive de tests et une production de masques de protection à grande échelle.

### Vie privée
Claude Got est un grand amateur de randonnées cyclotouristes avec son épouse, particulièrement en montagne. Il déclare faire partie du « Club des Cent Cols » dont on devient membre après avoir franchi cent cols à vélo.

## Distinctions scientifiques
Trois distinctions lui ont été décernées par la Society of Automotive Engineers pour des activités d'accidentologie des transports et de biomécanique :
- 1979 : Ralph T. Isbrandt Award (SAE) ;
- 1983 : Ralph T. Isbrandt Award (SAE) ;
- 1983 : Arch T. Colwell Merit Award (SAE).

Claude Got reçoit également le prix de l'Institut des sciences de la santé en 1995[réf. souhaitée] pour ses activités de santé publique.

## Œuvres
- Claude Got et Jean-Claude Alazard, Le sport sans risques : Prévenir les accidents par le choix des pratiques et du matériel, Vigot, 1986, 163 p. (ISBN 978-2-402-08610-3).
- Claude Got, Rapport sur le sida, Flammarion, 1989, 346 p. (ISBN 978-2-08-066332-0).
- Claude Got, « Les mécanismes décisionnels en santé publique », Revue des Deux Mondes « La santé en question »,‎ avril 1991, p. 115-125 (ISSN 0750-9278, lire en ligne).
- Claude Got, La Santé, Paris, Flammarion, 1992, 449 p. (ISBN 2-08-066715-7 et 9782080667151, OCLC 406783188, lire en ligne).
- Claude Got, Risquer sa peau, Paris, Bayard, 2001, 374 p. (ISBN 2-227-13909-9 et 9782227139091, OCLC 407053225, lire en ligne).
- Claude Got, Comment tuer l'État : Précis de malfaçons et de malfaisances, Paris, Bayard, 2005, 207 p. (ISBN 978-2-227-47217-4 et 2227472170, OCLC 300154297, lire en ligne).
- Claude Got, L'expertise en santé publique, Paris, Presses universitaires de France, coll. « Que sais-je ? », 2005, 127 p. (ISBN 2-13-055242-0 et 9782130552420, OCLC 300350913, lire en ligne).
- Claude Got, La violence routière : Des mensonges qui tuent, Paris, Éditions Lavoisier, coll. « Technique et Documentation - Sciences du risque et du danger », 2008, 162 p. (ISBN 978-2-7430-1086-7 et 274301086X, OCLC 470669566, lire en ligne).
- Alain Accardo, Jean-Luc Porquet, Nathalie Sapena, Claude Got, François Brune, Paul Ariès, Serge Latouche, Vincent Cheynet, Bruno Clémentin, Sébastien Darsy, Yvan Gradis, Michael Löwy, Nico Hirtt, Marie Bénilde, Sophie Divry et Pierre-Jean Delahousse, Casseurs de pub : 10 ans, Parangon, novembre 2009, 130 p. (ISBN 978-2841902002).
- Claude Got, L'alcool à chiffres ouverts : Consommations et conséquences : indicateurs en France, Seli Arslan, 2015, 350 p. (ISBN 978-2-84276-009-0 et 2842760093).

### Sites créés et gérés par Claude Got
- Sante-publique.org
- Securite-routiere.org
- Securite-sanitaire.org